# Apanteles pallidalatus
Apanteles pallidalatus är en stekelart som beskrevs av Vladimir Ivanovich Tobias 1964. Apanteles pallidalatus ingår i släktet Apanteles och familjen bracksteklar. Inga underarter finns listade i Catalogue of Life.